# Potentilla parvifolia
Potentilla parvifolia là loài thực vật có hoa trong họ Hoa hồng. Loài này được Fisch. ex Lehm. miêu tả khoa học đầu tiên năm 1831.